# Nagypál Gábor
Nagypál Gábor (Zenta, 1975. augusztus 24. –) magyar színész.

## Életrajz
Általános és középiskolai tanulmányait Adán végezte.

„A Vajdaságban születtem, Adán. Gépésztechnikumba jártam, édesapám is gépészettel foglalkozott, édesanyám könyvelő volt. Úgy éltünk, ahogy a többi átlagos vajdasági család. Azt gondoltam, műszaki értelmiségi leszek. Aztán középiskolásként, a barátaim hívására én is beállítottam a zentai színtársulatba. Izgalmas szellemi közeg vett körül, ottragadtam.”

1992-től részt vett a Zentai Színtársulat munkájában, mások mellett Hernyák György, Kovács Frigyes vezetésével. A kötelező sorkatonai szolgálat letöltése után 1995-ben felvételt nyert az újvidéki Művészeti Akadémia magyar nyelvű színművész szakára, Hernyák György és László Sándor osztályába.
Első szerepét 1996-ban az Újvidéki Színház Az özvegy Karnyóné s két szeleburdiak című előadásában játszotta. A háborús körülmények sújtotta, gazdasági nehézségek között működő újvidéki társulat tagjaként nagyszámú előadásban szerepelt, számos főszerepet is játszott. Az Újvidéki Színház arculatának megfelelően egyaránt fellépett kortárs magyar írók, klasszikusok feldolgozásaiban, valamint musicalekben, vígjátékokban is.
2004-ben Csányi János meghívására Gyarmati Katával, Mezei Kingával és Szorcsik Krisztával közösen a Bárka Színházba szerződött, majd az igazgatóváltás után, 2006-ban távozott szabadúszó lett. 2008-tól a Stúdió K Színház társulatának tagja. 2012 és 2017 között a Stúdió K Színház művészeti vezetőjeként is dolgozott. 2011-ben tagja lett a Vádli Alkalmi Színházi Társulásnak. 2025-től a Budaörsi Latinovits Színház tagja.

## Színpadi szerepei
- A Danton-ügy (bemutató: 2012. 02., Stúdió K): Saint-Just
- A hóhér és a bolond (bemutató: 1998. 04. 04., Újvidéki Színház): Menyhért Csóringeros
- A lovakat lelövik, ugye? (bemutató: 2003. 03. 27., Újvidéki Színház): Pedro
- A nagy átr(uh)ázás (bemutató: 2011., Stúdió K): Angelo / Claudio / Fakó
- A pojáca (bemutató: 2004. 04. 25., Újvidéki Színház): Vojnyicev
- A rettentő görög vitéz (bemutató: 2008. 09. 13., Stúdió K): Thészeusz
- A rózsaszínű halál (bemutató: 2002. 12. 12., Újvidéki Színház): Theo
- A szecsuáni jóember (bemutató: 2001. 12. 07., Újvidéki Színház): Sen Te/Sui Ta
- A velencei kalmár (bemutató: 1997, Vajdasági Tanyaszínház)
- A Zöld Kakadu (bemutató: 2007. 12. 17., Stúdió K): Henri, vezető színész, Balthasar, színész
- Amit a lakáj látott (bemutató: 2003. 01. 18., Újvidéki Színház): Dr. Rance
- Az angyal álma (bemutató: 2002. 02. 09., Újvidéki Színház): Borisz, Jancsi cigány
- Az arany ára (bemutató: 2007. 03. 10., Bárka)
- Az aranykulcs (bemutató: 2010. 10. 10., Stúdió K)
- Az ezredik játszma vége (bemutató: 1999. 02. 16., Újvidéki Színház)
- Az öngyilkos (bemutató: 2000. 11. 28., Újvidéki Színház), Alekszandr Petrovics Kalábuskin,
- Az özvegy Karnyóné s két szeleburdi diák (bemutató: 1996. 12. 12. Újvidéki Színház)
- Az utolsó pohár (bemutató: 2014. 04. 17., Stúdió K): Nicolas
- Árvák (bemutató: 2016. 05. 06., Stúdió K)
- Babaház (bemutató: 2016. november 23., Stúdió K): Rank doktor
- Bakfitty (bemutató: 2015. április 17., Stúdió K): Romulus
- Ben Akiba Night Club Show (bemutató: 2003. 04. 16., Újvidéki Színház): Harold Zidler
- Botcsinálta doktor (bemutató: 2000, Tanyaszínház)
- Caligula helytartója (bemutató: 2011. 07. 08., Szkéné): Petronius
- Chicago (bemutató: 2003. 06. 05.. Újvidéki Színház): Billy Flinn
- Commedia memoralis (bemutató: 2014. 05. 17., Stúdió K)
- Csantavéri passió (bemutató: 1993., Vajdasági Tanyaszínház)
- Éjféli mesék (bemutató: 2011. 04. 28., Bárka): Vladislav Troitskij
- Európa, Európa! (bemutató: 2012. 10. 26., Stúdió K): Orphuls, pap
- Fabula (bemutató: 2005. 03. 11., Bárka): Farkas
- Greetings from Novi Sad (bemutató: 2001. 06. 27.,Újvidéki Színház)
- Hair (bemutató: 2001. 04. 17., Újvidéki Színház)
- Hamlet (bemutató: 2005. 12. 16., Bárka)
- Határaink (bemutató: 2015. 10. 9., Stúdió K): polgármester
- Hat szerep keres egy szerzőt (bemutató: 2001. 03. 16., Kisvárdai Várszínház): Fiatal színész
- Helge élete (bemutató: 2005. 01. 14., Bárka): Helge
- I. Erzsébet (bemutató: 2013. 11. 27., Szkéné): Pata Sola, a boszorkány
- Igazság (bemutató: 2010. 09. 17., Bárka)
- Jelenetek egy házasságból (bemutató: 1998. 03. 10., Újvidéki Színház): Johan
- Józanok csendje (bemutató: 2010. 11. 26., Stúdió K): Frigyes
- Judit (bemutató: 2002. 10. 22., Újvidéki Színház): Holofernesz
- Kazár szótár (bemutató: 2009. 05. 04., Kiscelli Romtemplom): Muzulmán álommagyarázó
- Képmutatók cselszövése (bemutató: 2012. 09. 14.): Nagy Lajos, Philibert Du Croisy
- Kilenc színész közönséget keres (bemutató: 2000. 09. 04., Újvidéki Színház): 1. színész, Hamlet
- Koldusopera (bemutató: 2006. 06. 14., Bárka)
- Koldustetű (bemutató: 2006. 03. 14., Újvidéki Színház): Virág Péter
- Komédia a sötétben (bemutató: 1999. 02. 05., Újvidéki Színház): Brindsley Müller
- Körmagyar (bemutató: 1998. 06. 09., Újvidéki Színház): A fiatal elvtárs
- Kutyaharapás (bemutató: 2016. 09. 10., Szkéné): a szerb
- Liliom (bemutató: 2006. 10. 06., Bárka): Hugó
- Maya hajója (bemutató: 2015. január 16., Stúdió K): Bobó, Rodrigó El Primo Pablillos, törpe, költő és varázsló
- Mélyen tisztelt K! (bemutató: 2013. 10. 11., Stúdió K): K. földmérő
- Négyeshatos (bemutató: 2012. 05. 11., Stúdió K)
- Nincsenapám, seanyám (bemutató: 2013. 11. 06., Stúdió K): Dezső
- Orrocskák (bemutató: 2007. 10. 06., Stúdió K): Bárány Ádám
- Országalma (bemutató: 1996, Tanyaszínház) Csulánó
- Othello (bemutató: 2014. október 25., Stúdió K): Rodrigo
- Pác (bemutató: 2002. 04. 16., Újvidéki Színház): Hoppy Lőrinc
- Peer Gynt (bemutató: 2017. 06. 09., Stúdió K): Peer Gynt
- Pisti a vérzivatarban (bemutató: 1999. 12. 21., Újvidéki Színház): A Pisti
- Profik háza (bemutató: 1998. 10. 06., Újvidéki Színház): Frankie
- Rinoceritisz (bemutató: 2009. 02. 06., Stúdió K): Jean, érti a humort
- Rosalie elmegy meghalni (bemutató: 2016. 05. 13., Stúdió K)
- Rosencrantz és Guilderstern halott (bemutató: 2014. 09. 18., Szkéné): Rosencrantz
- Skizopolisz (bemutató: 2013. 08. 15., Dunaparti Művelődési Ház): Ede
- Szamár a torony tetején (bemutató: 2012. 02. 25., Stúdió K.): Zebulond, a szamár
- Szelídítések (bemutató: 2000. 04. 13., Újvidéki Színház): Emberke
- Szentivánéji álom (bemutató: 1998. 07. 10., Vajdasági Tanyaszínház)
- Szentivánéji álom (bemutató: 2006. 12. 31., Bárka): Lysander
- Sztárcsinálók (bemutató: 1998. 02. 21., Újvidéki Színház): Kiprios/Jézus
- Szüleink szexuális neurózisai (bemutató: 2011. 10. 09., Stúdió K): Dora orvosa
- Szürke galamb (bemutató: 2017. január 20., Stúdió K): Molnár / Jasa
- Téboly Thébában (bemutató: 2010. 04. 09., Stúdió K): Dionüszosz
- Téli teplince (bemutató: 1999. 01. 12., Újvidéki Színház)
- Theomachia (bemutató: 2003. 12. 12., Bárka Színház)
- Tutajon (bemutató: 2005. 07. 30., Zsámbéki Színházi és Művészeti Bázis): Colin
- Várunk.Haza. (bemutató: 2016. 03. 17., Stúdió K): János
- Vakkacsa tojások (bemutató: 2009. 10. 08., Stúdió K): Órestész Samsa / Jágó di Samsa / Samsa, a komisz / Paganéni (Szamszovics) / Gregers Samsa Leversz
- Van, aki forrón szereti (bemutató: 2000. 12. 29., Újvidéki Színház): Dzsej
- Vasárnap nem temetünk (bemutató: 2008. 03. 07., Bárka): Egon Bondy
- Várunk. Haza. (bemutató: 2016. 03. 17., Stúdió K)
- Vérnász (bemutató: 2003. 10. 04., Újvidéki Színház): Leonardo
- Via Italia (bemutató: 2004. 01. 14., Újvidéki Színház): Balázs Feri
- Woyzeck, avagy a szédület karcolata (bemutató: 1994., JEL Színház)
- Zách Klára (bemutató: 1999. 10. 13., Kisvárdai Várszínház): Krónikás

## Rendezései
A Színházi Adattárban regisztrált
bemutatóinak száma: rendező – 8.
- Az ezredik játszma vége (bemutató: 1999. 02. 16., Újvidéki Színház)
- Himmelwerk GmbH (bemutató: 2013.04.12., Stúdió K)
- Ilja próféta (bemutató: 2013.07.27., Vajdasági Tanyaszínház)
- Kir Januli, avagy Az ördög tudja... (bemutató: 2006. 07. 08., Tanyaszínház)
- Negyedik nővér (bemutató: 2007.06.20., Újvidéki Művészeti Akadémia)
- Lápon (bemutató: 2010.02.20., Szabadkai Népszínház)
- Párlat (bemutató: 2011.02.26., Stúdió K)
- Várunk. Haza. (bemutató: 2016. 03. 17., Stúdió K)

## Filmszerepei
- Boszorkányház (magyar játékfilm, 2022): férfiboszorkány
- El a kezekkel a Papámtól! (magyar játékfilm, 2021)
- Game Over Club (magyar filmvígjáték, 2018-ban forgatott, de bemutatásra nem került film): Yusuf Şükür[7]
- A földmérő (magyar kisjátékfilm, 2013): földmérő
- A tökéletes gyilkos (színes, magyar krimi, 2017): Lajkó
- Argo 2. (színes, magyar akció-vígjáték, 2015): Hangyás Dzsoni
- Bolygótűz (ff., jug.-magyar filmdráma, 2002): Rudics Viktor
- Couch Surf (magyar vígjáték, 2014): Hüvelyk Matyi
- Csajok Monte Carlóban (színes, magyarul beszélő, amerikai-magyar romantikus vígjáték, 2011): paparazzo
- Csandra szekere (magyar filmdráma, 2016): Fúrós Gacsesz
- Inferno (amerikai-japán-török-magyar misztikus thriller, 2016): isztambuli diák
- Isteni műszak (színes, magyar fekete komédia, 2013): Ratko
- Kao rani mraz (színes, szerb játékfilm, 2010): Tetováló
- Kaparós sors (színes, magyar kisjátékfilm, 2013): férfi a lottózóban
- Nincs kegyelem (színes, magyar film, 2006): Suha Dénes
- Nutcracker 3D / Diótörő 3D (színes, magyarul beszélő, angol-magyar családi film, 2010) patkánykatona
- Oda az igazság (színes, magyar-osztrák-lengyel történelmi dráma, 2010): ifjú Vlad
- Sightseeing (magyar kisjátékfilm, 2015): Bruno
- Silence (ff., magyar kisjátékfilm, 2014)
- Szelídítések (színes, magyar színházi felvétel, 2002)
- Tűzút (kisjátékfilm, 2005): Frigyes
- Vespa (színes, magyar filmdráma, 2009): Sándor
- Veszettek (színes, magyar játékfilm, 2015)
- Viszlát, Adél (színes, magyar kisjátékfilm, 2009): János
- Zuhanórepülés (színes, magyar akciófilm, 2007): Yeassr
- A cég – A CIA regénye (színes, magyarul beszélő, amerikai minisorozat, 2007): Sweet Jesus

## Sorozatszerepei
- Kisváros: Merénylet a színpadon (1999): őrült rajongó
- Mátyás, a sosem volt királyfi: Az élő holló (2006): lovas
- Robin Hood: A good day to die (2007)
- Állomás (2008): Férfi, a halott nagymamával
- Borgiák: Siblings (2013)
- Szérum (2015)
- Las aventuras del capitán Alatriste: La retirada de Madrid, Fin de partida (2015)
- Aranyélet: Gyepa (2016)
- Tóth János (2017-2018)
- Eszméletlen (2017): Jani
- Egynyári kaland (2018)[8]
- Alvilág (2019)
- Drága örökösök (2020): Tolmács]
- Keresztanyu (2021): Hajléktalan
- Halo (2022):[9] Squirrel
- A Nagy Fehér Főnök (2022–2023): Menyhért
- Cella – Letöltendő élet (2023)
- Tündérkert – Kísértések kora (2023): Csausz
- Hunyadi (2025): II. Vlad havasalföldi fejedelem
- BigBakShow (2025): Szarka Attila

## Szinkronszerepei
- 12 év rabszolgaság (színes, amerikai-angol életrajzi dráma): Burch (Christopher Berry)
- 22-es körzet (színes, amerikai krimisorozat): Terry Howard (Félix Solis)
- A 42-es (színes, amerikai életrajzi dráma): Herb Pennock (Mark Harelik)
- A diktátor (színes, amerikai vígjáték): Nadal (Jason Mantzoukas)
- A fantasztikus Burt Wonderstone (színes, amerikai vígjáték)
- A fekete üst (színes amerikai animációs film): Gurgi (John Byner)
- A futár (színes, amerikai akciófilm): Tom Croft nyomozó (Hugo Weaving)
- A harcos és a hercegnő (színes, német romantikus dráma)
- A hetedik fiú (színes, angol-amerikai fantasztikus kalandfilm): Urag (Jason Scott Lee)
- A hívatlan vendég (színes, amerikai-kanadai-német horror)
- A legsötétebb óra (színes, amerikai akciófilm): Jurij (Smolyaninov)
- A maflás (színes, amerikai vígjáték): Mark DellaGrotte (Mark DellaGrotte)
- A mogyoró-meló (színes, kanadai-dél-koreai-amerikai animációs kalandfilm): Mázli (Scott Yaphe)
- A paripa (színes, amerikai filmdráma): Eddie Sweat (Nelsan Ellis)
- A pláza ásza Vegasban (színes, amerikai vígjáték): Muhrtelle (Bob Clendenin)
- A segítség (színes, amerikai-indiai-emirátusokbeli filmdráma)
- A százéves ember, aki kimászott az ablakon és eltűnt (színes, svéd vígjáték): Esteban (Manuel Dubra)
- A törvény nevében (színes, amerikai krimisorozat): Lutz nyomozó (J.D. Evermore)
- Afro-tv (színes, amerikai vígjáték): Honeycutt (Thomas Jefferson Byrd)
- Alkonyat – Hajnalhasadás 1. (színes, amerikai kalandfilm): Emmett Cullen (Kellan Lutz)
- Alkonyat – Hajnalhasadás 2. (színes, amerikai kalandfilm): Emmett Cullen (Kellan Lutz)
- Alkonyat – Napfogyatkozás (színes, amerikai kalandfilm): Emmett Cullen (Kellan Lutz)
- Alkonyat – Újhold (színes, amerikai kalandfilm): Emmett Cullen (Kellan Lutz)
- Alkonyat (színes, amerikai kalandfilm): Emmett Cullen (Kellan Lutz)
- Állj ki mellettem (színes, amerikai filmdráma): Bob Cormier (Matt Williams)
- Apa ég (színes, amerikai vígjáték): Kenny (Nick Swardson)
- Az a bizonyos első év (színes, angol vígjáték): Hugh (Jason Flemyng)
- Az apáca (színes, francia-német-belga filmdráma)
- Az első igazi nyár (színes, amerikai filmdráma): Lewis (Jim Rash)
- Az év csatája (színes, amerikai zenés film): MC Trix (Albert ’Trix’ Thompson)
- Az utazó (színes, amerikai-francia kalandfilm)
- Beépített hiba (színes, amerikai vígjáték): Tariq Khalil (Michael Kenneth Williams)
- Castle Rock (amerikai krimisorozat): Henry Deaver (Andre Holland)
- Conan, a barbár (színes, amerikai fantasy): Ela-Shan (Saïd Taghmaoui)
- Corleone (színes, olasz krimi): Carmelo (Salvatore Billa)
- Derült égbolt viharfelhők között (színes, ausztrál filmdráma): Rory Macrory (Peter Houghton)
- Django elszabadul (színes, amerikai western): Mr. Stonesipher (David Steen)
- Doboztrollok (színes, amerikai-angol animációs film): Kópé úr (Richard Ayoade)
- Dom Hemingway (színes, amerikai vígjáték): Lestor (Jumayn Hunter)
- Elemi szerelem (színes, francia romantikus dráma): Éric (Alexandre Astier)
- Előzmények törlése (színes, amerikai vígjáték): Jaspar (J.B. Smoove)
- Elveszett (színes, amerikai thriller)
- Elysium – Zárt világ (színes, amerikai sci-fi): Spider (Wagner Moura)
- Esélylesők (színes, francia-olasz thriller): Giovanni Bernaschi (Fabrizio Gifuni)
- Exférj újratöltve (színes, amerikai akció-vígjáték)
- Exodus: Istenek és királyok (színes, amerikai-angol történelmi kalandfilm): Dáthán (Anton Papantoniu)
- Fekete mise (amerikai akciófilm): Steve Flemmi (Rory Cochrane)
- Felcsípve (színes, francia vígjáték): Oscar (Luis Inacio)
- Férfiszívek 2 (színes, német romantikus vígjáték)
- Fertőzés (színes, amerikai thriller): Roger (John Hawkes)
- Gyógyegér vacsorára (színes, amerikai vígjáték)
- Halálos iramban 5. (színes, amerikai akciófilm): Tej Parker (Ludacris)
- Halálos iramban 6. (színes, amerikai akciófilm): Tej Parker (Ludacris)
- Halálos iramban 7. (színes, amerikai akciófilm): Tej Parker (Ludacris)
- Halálos kitérő 3. (színes, amerikai horror): Nate (Tom Frederic)
- Hogyan rohanj a veszTEDbe (színes, amerikai vígjáték): Charlie Blanche (Brett Rickaby)
- Hupikék törpikék (színes, amerikai-belga animációs film): Péktörp (B.J. Novak)
- Karácsony Artúr (színes, angol-amerikai animációs film): Peter (Marc Wootton)
- Kétkedő fundamentalista (színes, amerikai-angol-katari thriller)
- Khumba (színes, dél-afrikai animációs film)
- Kíméletlenek (színes, ausztrál filmdráma): Brook (T.J. Power)
- Kívülállók (színes, angol vígjátéksorozat)
- Lánybúcsú (színes, amerikai vígjáték): Trevor (James Marsden)
- Lopott idő (színes, amerikai sci-fi akciófilm): Borel (Johnny Galecki)
- Machete gyilkol (színes, amerikai akciófilm): Mendez (Demian Bichir)
- Másnaposok 2. (színes, amerikai vígjáték): Samir (Bryan Callen)
- Minyonok (színes, amerikai családi animációs film): Herb Túlölő, Koronaőr
- Nem beszélek zöldségeket (színes, francia vígjáték): Gardini (François-Xavier Demaison)
- Otthon, édes pokol (színes, amerikai film): Murphy (A.J. Buckley)
- Penn Zero, a féllábú hős (amerikai rajzfilmsorozat): Rippen
- Rajtaütők (színes, amerikai akciófilm)
- Rango (színes, amerikai animációs film): Spoons (Alex Manugian)
- Repesz (színes, amerikai thriller)
- Rohanás (színes, amerikai akciófilm): Roy Grone (Mike Epps)
- Rossz szomszédság (színes, amerikai vígjáték): Dr. Theodorakis (Jason Mantzoukas)
- Sorsügynökség (színes, amerikai sci-fi)
- Sötét titok (színes , amerikai akcióthriller): Doug Calder (Al Sapienza)
- Spíler (színes, angol-amerikai-francia akciófilm): Cookie (Matt King)
- Super 8 (színes, amerikai sci-fi): Tally helyettes (James Hébert)
- Szalmakutyák (színes, amerikai thriller)
- Személyiségtolvaj (színes, amerikai vígjáték): Carl (Steve Witting)
- Szilveszter éjjel (színes, amerikai vígjáték): Brendan (Ludacris)
- Tammy (színes, amerikai vígjáték): Greg (Nat Faxon)
- Ted (színes, amerikai vígjáték): Ted (Seth MacFarlene)
- Ted 2. (színes, amerikai vígjáték): Ted (Seth MacFarlene)
- Terhes társaság (színes, amerikai vígjáték)
- Testcsere (színes, amerikai vígjáték)
- Tétova félrelépők (színes, francia-belga-angol vígjáték): Peter (Hugo Speer)
- Tökéletes bűnözők (színes, amerikai akciófilm): Franco Dalia (Nicholas Turturro)
- Transz (színes, angol thriller): Nate (Danny Sapani)
- Tükröm, tükröm (színes, amerikai fantasy): Napóleon (Jordan Prentice)

## Hangjáték, rádió
- Nyikos Őrsi: A meghívott ismeretlen (2010)
- Krusovszky Dénes: Az üveganya (2011)
- időfutár (2013)
- Balázs József: Magyarok (2015)
- Csobánka Zsuzsa: A hiányzó test (2015)
- Vajda Mária: Hol a világ közepe? - parasztvallomások a szerelemről (2018)
- Kontra Ferenc: Wien. A sínen túl (2019)

## Díjai és kitüntetései
- Gábor Miklós-díj (2019)[10]